# Galium huancavelicum
Galium huancavelicum är en måreväxtart som beskrevs av Lauramay Tinsley Dempster. Galium huancavelicum ingår i släktet måror, och familjen måreväxter. Inga underarter finns listade i Catalogue of Life.